# 李鰲
李鰲（？—？），湖北人，清朝政治人物。举人出身。
咸丰四年（1854年），擔任清朝廣州府南海縣知縣。后由華廷傑接任。